# Temnothorax peninsularis
Temnothorax peninsularis is een mierensoort uit de onderfamilie van de Myrmicinae. De wetenschappelijke naam van de soort is voor het eerst geldig gepubliceerd in 1934 door William Morton Wheeler.